# Ivan Sergei

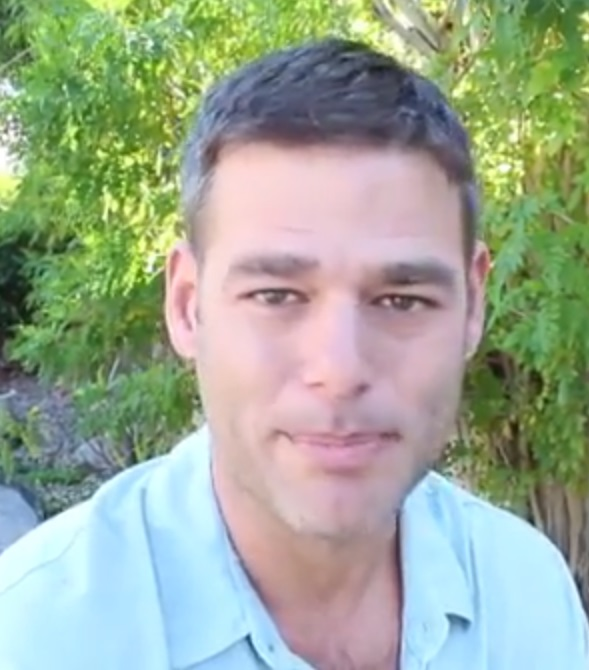
Ivan Sergei, 2016

Ivan Sergei (* 7. Mai 1971 in Hawthorne, New Jersey) ist ein US-amerikanischer Schauspieler.

## Leben und Karriere
Ivan Sergei, der in einigen Filmen unter dem Pseudonym Keith McKenna aufgeführt wird, begann seine Karriere in New York City, nachdem er lange als Zeitungsverkäufer gearbeitet hatte. Nach Nebenrollen in Broadway-Aufführungen, gelang ihm sein Durchbruch in der Rolle des Studenten Huero an der Seite von Michelle Pfeiffer in Dangerous Minds.
Sein Durchbruch führte Sergei nach Hollywood, wo er sich ganz der Schauspielerei widmete. Es folgten zahlreiche Auftritte in Fernsehserien wie John Woo's Die Unfassbaren (engl. Once a Thief), Jack & Jill oder Crossing Jordan – Pathologin mit Profil.
Die Verkörperung des schwulen Liebhabers Matt Mateo in The Opposite of Sex – Das Gegenteil von Sex, an der Seite von Christina Ricci, machte Sergei einem breiten Publikum bekannt. Ebenfalls eine bekannte Rolle spielte er in der finalen Staffel von Charmed – Zauberhafte Hexen. Hier verkörpert er Paiges Ehemann Henry. Danach folgte noch die Titelrolle in der Jack-Hunter-Trilogie.
Außerdem hatte er eine kleine Rolle in dem Film Trennung mit Hindernissen an der Seite von Vince Vaughn und Jennifer Aniston.
Ivan Sergei hat im August 2003 geheiratet und ist seit 2009 geschieden.

## Filmografie (Auswahl)
- 1990: Ghoul School
- 1994: Ein Hauch von Himmel (Touched by an Angel, Fernsehserie, Folge 1x02)
- 1994: Bionic Ever After? (Fernsehfilm)
- 1995: Dangerous Minds – Wilde Gedanken (Dangerous Minds)
- 1995: Tod im Schlafzimmer (If Someone Had Know, Fernsehfilm)
- 1995: Cybill (Fernsehserie, Folge 1x01)
- 1996: John Woo´s Die Unfassbaren (Once a Thief, Fernsehfilm)
- 1996: Star Command – Gefecht im Weltall (Star Command, Fernsehfilm)
- 1996: Party of Five (Fernsehserie, 1 Folge)
- 1996–1998: John Woo´s The Thief (Fernsehserie, 23 Folgen)
- 1997: Das letzte Duell (Gunfighter’s Moon)
- 1998: The Opposite of Sex – Das Gegenteil von Sex (The Opposite of Sex)
- 1999–2001: Jack & Jill (Fernsehserie, 32 Folgen)
- 2000: Playing Mona Lisa
- 2001: The Big Day
- 2002: Wednesday 9:30 (Fernsehserie, 8 Folgen)
- 2003: Abgezockt! (Scorched)
- 2003–2004: Crossing Jordan – Pathologin mit Profil (Crossing Jordan, Fernsehserie, 22 Folgen)
- 2004: 10.5 – Die Erde bebt (10.5)
- 2004: Hawaii (Fernsehserie)
- 2005–2006: Charmed – Zauberhafte Hexen (Charmed, Fernsehserie, 11 Folgen)
- 2006: Santa Baby
- 2006: Trennung mit Hindernissen (The Break-Up)
- 2008: To Love and Die
- 2008: CSI: Miami (Fernsehserie, Folge 7x04)
- 2008–2009: Jack Hunter (3 Fernsehfilme)
- 2008–2009: Army Wives (Fernsehserie, Folgen 2x19, 3x01)
- 2009: Warehouse 13 (Fernsehserie, Folge 1x03)
- 2009: High Noon
- 2010: Gravity (Fernsehserie, 10 Folgen)
- 2010: Auch Liebe wird erwachsen (Sundays At Tiffany's)
- 2012: The Mentalist (Fernsehserie, Folgen 5x01, 5x03)
- 2012: Vamps – Dating mit Biss (Vamps)
- 2013: CSI: Vegas (CSI: Crime Scene Investigation, Fernsehserie, Folge 13x12)
- 2013: Body of Proof (Fernsehserie, Folge 3x06)
- 2014: Professor Love
- 2014: Twisted (Fernsehserie, 8 Folgen)
- 2014: Fatal Instinct
- 2014–2015: Granite Flats (Fernsehserie, 7 Folgen)
- 2015: Broken Memories
- 2015: Castle (Fernsehserie, Folge 7x13 Augenzeuge)
- 2016: Navy CIS: New Orleans (NCIS: New Orleans, Fernsehserie, Folgen 2x22–2x24)
- 2019: BH90210 (Fernsehserie, 5 Folgen)
- 2020: Break Even
- 2023: Night Train